# Hotel Føroyar
El Hotel Føroyar (anteriormente Hotel Borg) es un hotel de cuatro estrellas sobre la capital de las Islas Feroe, Tórshavn. Junto al Hotel Hafnia, es el único hotel de cuatro estrellas del país y el más grande con 216 camas.

## Ubicación
El complejo alargado se alza sobre una colina en las afueras del noroeste de Tórshavn, en la autopista 10 (Oyggjarvegur), a unos 5 minutos en coche del centro de la ciudad. Muchas de fotografías panorámicas de Tórshavn se toman desde la ubicación del hotel, que ofrece una vista de toda la zona, con la isla Nólsoy al fondo y el pequeño bosque de Viðarlundin í Kerjum debajo.

## Historia

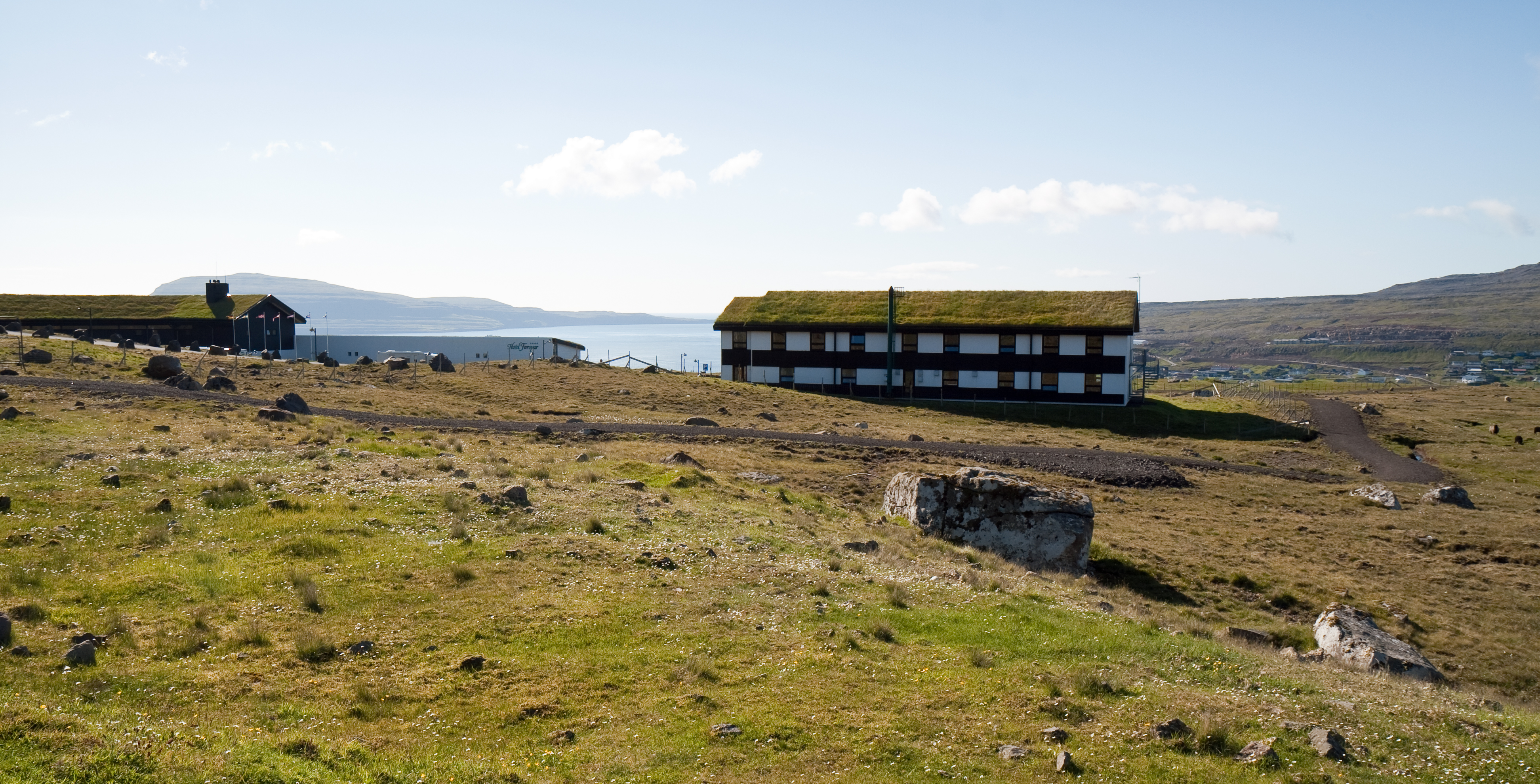
Vista del Kerjalon Hostel con el hotel a la izquierda

Un hotel del mismo nombre existía antes de 1968, cuando el Congreso Vikingo lo utilizaba para conferencias y reuniones locales. El hotel actual se estableció en mayo de 1983 como Hotel Føroyar, que pasó a llamarse Hotel Borg, cuando el naviero Jákup Joensen (también llamado Jákup í Lopra) compró el hotel. El edificio una distintiva construcción plana con un techo de paja tradicional y 216 camas, fue diseñado por los arquitectos Friis & Moltke de Dinamarca.
En 1991, la naviera Smyril Line compró el hotel y cambió su nombre a Hotel Føroyar. En 2005 el hotel se vendió a un grupo del mismo personal del hotel, la venta se hizo en beneficio de la línea de ferry Norröna . El restaurante del hotel, Restaurant KOKS, dirigido por el chef Leif Sørensen, sirve cocina internacional y feroesa, y ha sido citado por el Consejo Nórdico de Ministros como el "mejor restaurante de las Islas Feroe". El buffet del restaurante sirve platos tradicionales de carne feroés como skerpikjøt (cordero seco), carne de ballena seca, pescado seco y grasa de ballena. El hotel también se usa regularmente para conferencias y eventos locales e internacionales, particularmente por organizaciones que operan entre los países nórdicos, y bodas. También organiza paseos a caballo por el campo para sus huéspedes.